# Base des Forces canadiennes Borden
 (octobre 2010).
Si vous disposez d'ouvrages ou d'articles de référence ou si vous connaissez des sites web de qualité traitant du thème abordé ici, merci de compléter l'article en donnant les références utiles à sa vérifiabilité et en les liant à la section « Notes et références ».
Pour les articles homonymes, voir Borden.
La base des Forces canadiennes (BFC) Borden est une base des Forces canadiennes située dans la province de l'Ontario au Canada. C'est le lieu de naissance historique de l'Aviation royale du Canada.

## Situation géographique
La BFC Borden, adjacente à la municipalité du même nom, est située 15 kilomètres au sud-ouest de la ville de Barrie, en Ontario, environ 90 kilomètres au nord de l'agglomération de Toronto. La base couvre un territoire de 85 km2 et abrite environ 460 bâtiments.

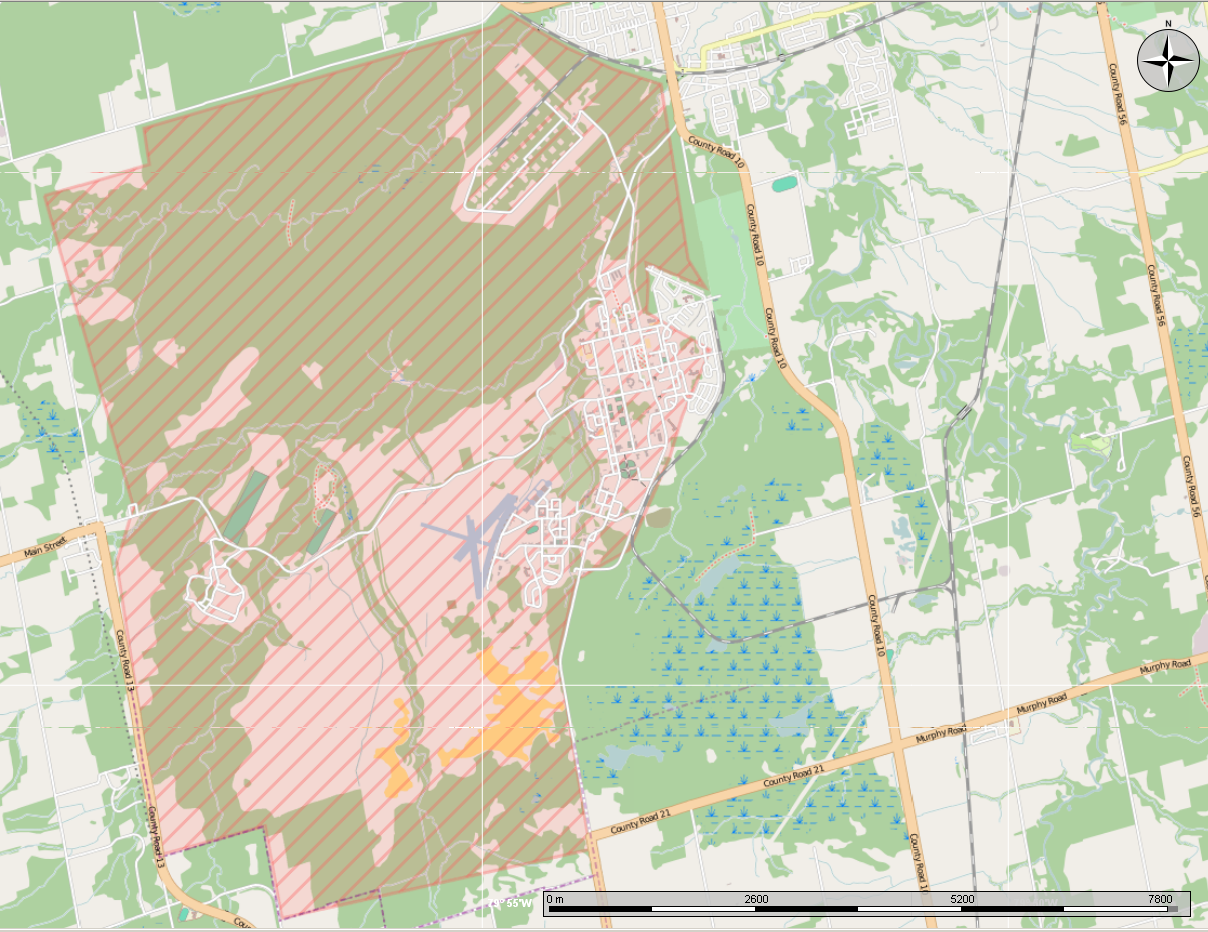
Carte de la Base des Forces canadiennes Borden.

## Histoire

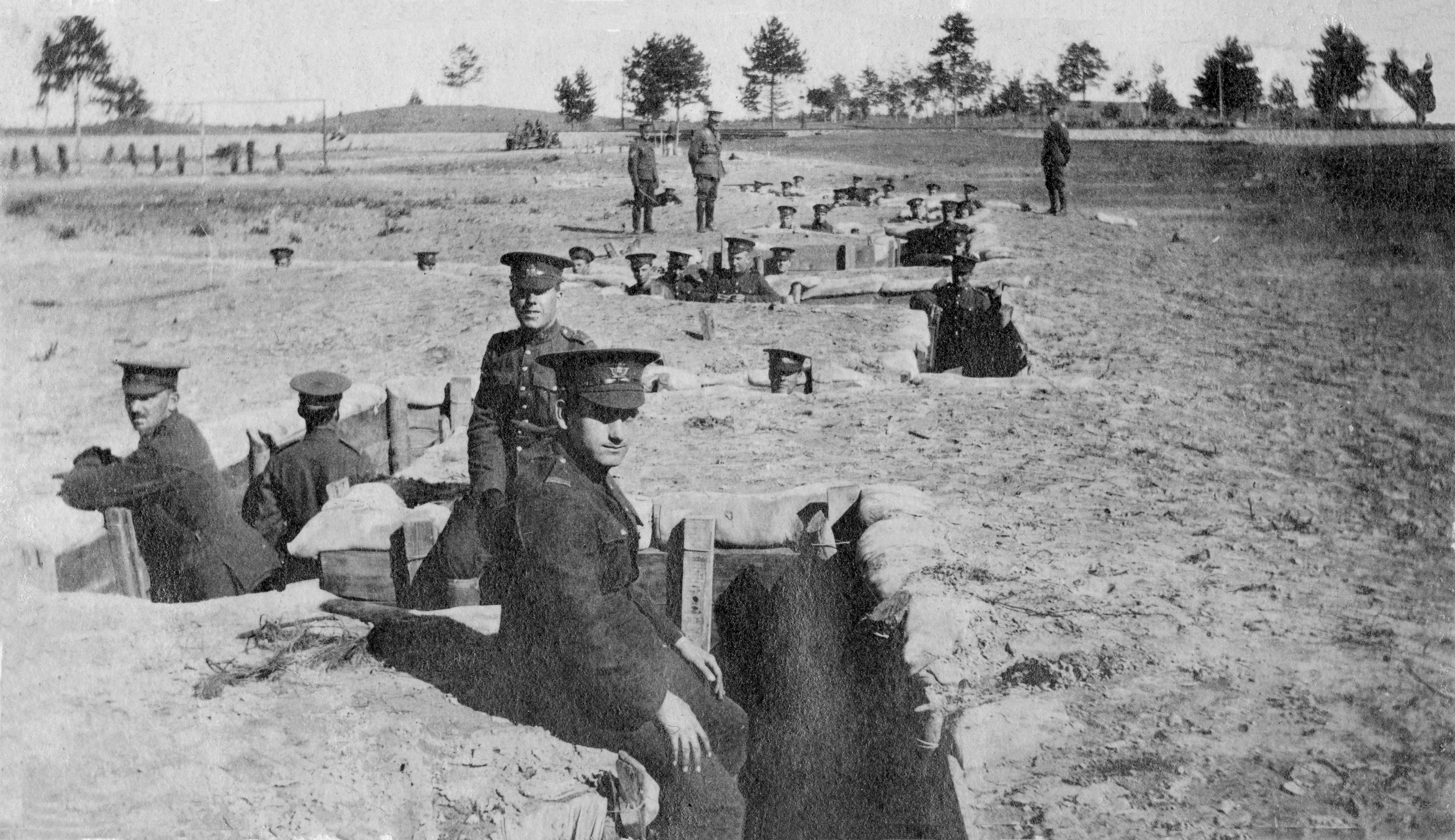
Soldats en entraînement pour la guerre des tranchées, pendant la Grande Guerre à Borden. Photo prise en 1916.

En 1916, durant la Première Guerre mondiale, la compagnie Barrie et Collingwood du 157e Battalion (Simcoe Foresters), Canadian Expeditionary Force, commencent la construction du Camp Borden sur une moraine à l'ouest de Barrie. 
En 1917, Camp Borden est choisi pour devenir un aérodrome militaire, devenant la première station aéronautique du Royal Flying Corps of Canada. Pendant l'entre-deux-guerres, l'aérodrome est utilisé comme base d'entraînement pour la naissante Royal Canadian Air Force et est renommée RCAF Station Borden. En 1938, le terrain d'entraînement est étendu pour accueillir l'école de chars Canadian Tank School.
Pendant la Seconde Guerre mondiale, Camp Borden et RCAF Station Borden deviennent le plus large centre d'entraînement au Canada, accueillant l'entraînement des forces terrestres et l'entraînement de vol, sous le British Commonwealth Air Training Plan, ce dernier abritant à Borden la No. 1 Service Flying Training School jusqu'en 1946. Deux autres champs d'atterrissage se trouvent alors à Alliston et Edenvale. En addition, Borden sert alors de base d'entraînement pour la force aérienne norvégienne, et l'aérodrome est connu en Norvège comme "la Petite Norvège".
Cependant, pendant la guerre froide, l'importance de Borden comme installation de la force aérienne décline, en faveur de la BFC Trenton, BFC Uplands et la BFC North Bay, cependant, son utilisation comme centre d'entraînement de l'armée reste consistant jusqu'en 1970, ou l'école d'infanterie et l'école des blindés sont déménagées à la BFC Gagetown, après une restructuration. Toutefois, plusieurs écoles interarmées furent établies ou élargies, notamment l'école d'administration et des logistiques, l'école d'ingénierie des munitions aérospatiales, et l'école des services médicaux. 
En 1968, suivant l'unification des Forces canadiennes, Camp Borden est renommé Base des Forces canadiennes (BFC) Borden. Son aérodrome est fermé et la base devient un centre d'entraînement pour le Commandement de la Force terrestre. 
Une réorganisation en 1990 donne naissance à la 16e Escadre Borden, qui regroupe les installations d'entraînement de la force aérienne situées à Borden.

## Plaque commémorative
Érigée en 1976 par la Fiducie du patrimoine ontarien du Ministère de la culture et des loisirs de l'Ontario, ce titre commémoratif "CAMP BORDEN" est dédié à la mémoire des origines du camp Borden.

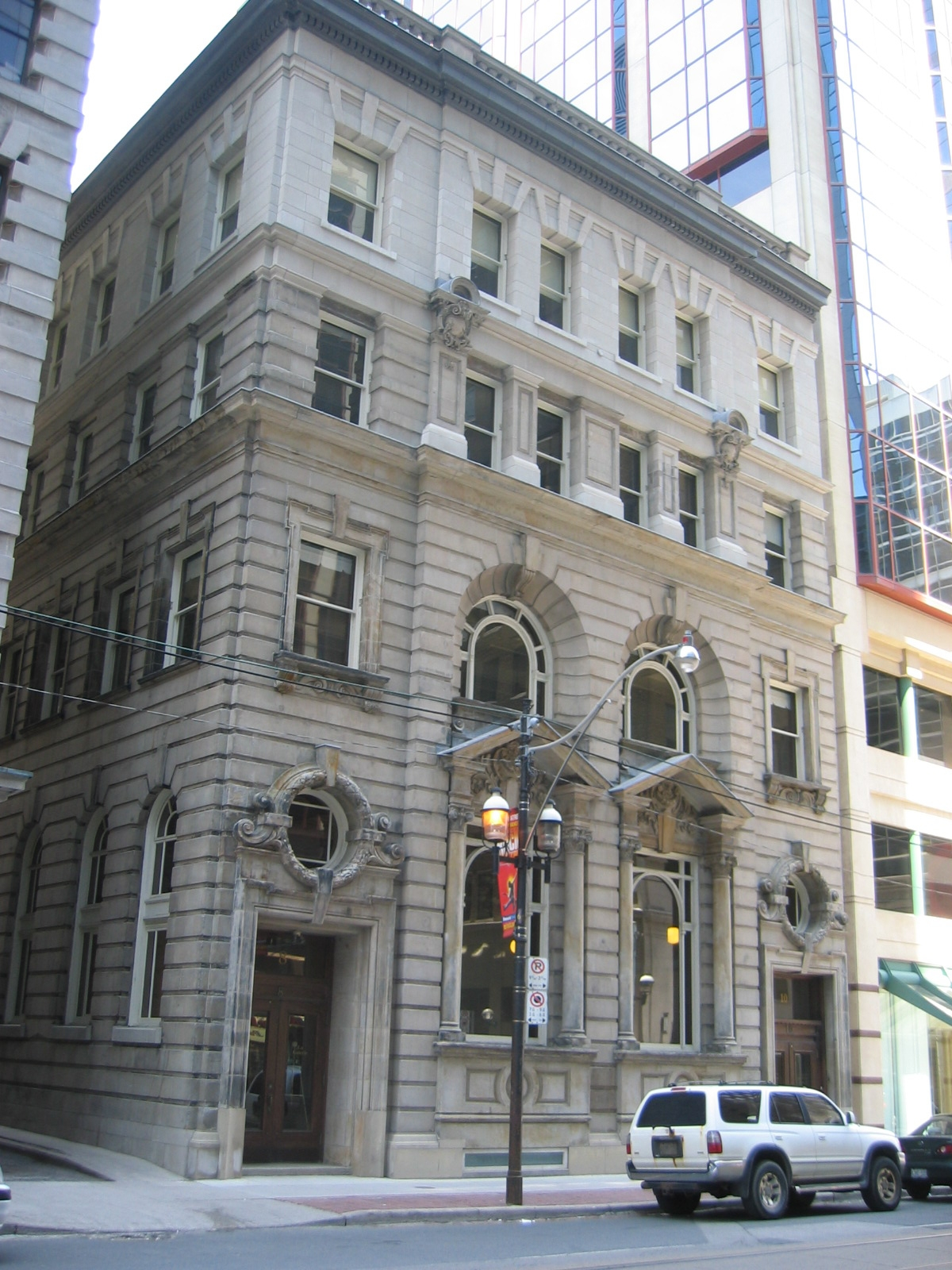
La Fiducie du patrimoine ontarien.

## Démographie
| 2006  | 2011   | 2016   |
| ----- | ------ | ------ |
| 8 615 | 10 132 | 12 640 |

## Opérations
La BFC Borden abrite une variété d'unités et d'écoles appartenant à plusieurs éléments des Forces canadiennes, ainsi qu'un camp d'été pour cadets, le Blackdown Cadet Training Centre. La base abrite également le Musée militaire de la base Borden.

## Unités

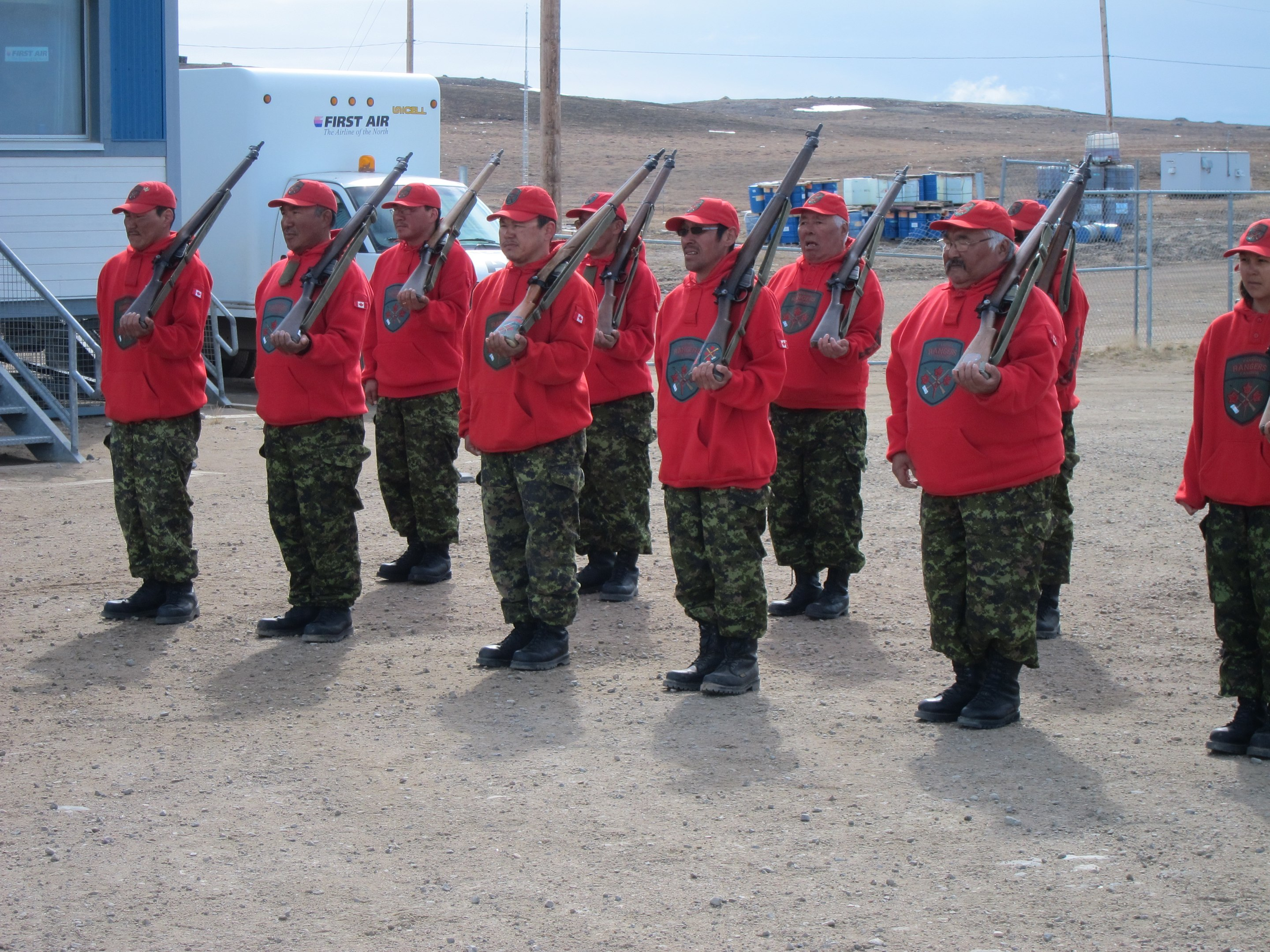
Les Rangers canadiens.

Les principales unités de la Base des Forces canadiennes Borden sont:

### Intégrées
- Quartier général
- Services techniques
- Opérations de la base
- Service d’administration
- Branche du contrôleur
- Services consultatifs en gestion
- Groupe d’instruction de la génération du personnel militaire (QG)

### Hébergées
- Dépôt de munitions des Forces canadiennes Angus
- Groupe du recrutement des Forces canadiennes
- 31e Centre des services de santé des Forces canadiennes
- Centre d’instruction des Services de santé des Forces canadiennes
- Détachement de la 1re Unité dentaire Borden
- École du génie électrique et mécanique royal canadien

Grey and Simcoe Foresters.

- École de la police militaire des Forces canadiennes
- 3e Groupe de patrouilles des Rangers canadiens
- Grey and Simcoe Foresters
- 400e Escadron tactique d'hélicoptères
- Unité régionale de soutien aux cadets (Centre)
- École régionale des instructeurs de cadets
- Centre d’entraînement des cadets de Blackdown
- Services partagés Canada Détachement Borden
- Police militaire  Détachement Borden
- Détachement des opérations immobilières Borden
- Centre de services des ressources humaines civiles
- Juge-avocat adjoint – Borden
- Centres d’apprentissage et de carrière
- Centre de résolution des conflits
- Services de gestion des plaintes (SGP) – Borden
- Centre national d’instruction des PSP
- QG 16e Escadre Borden

L'École de l'Aviation royale canadienne.

- École de technologie et du génie aérospatial des Forces canadiennes (ETGAFC)
- École de l’Aviation royale canadienne

### GIGPM
- Centre-école des aumôniers des Forces canadiennes (CEAFC)
- École des pompiers des Forces canadiennes (E Pomp FC)
- Centre d’instruction de logistique des Forces canadiennes
- Centre de développement de l’instruction des Forces canadiennes (CDIFC)

## Spectacles aériens de la Base des Forces canadiennes Borden
À certains moments la Base des Forces canadiennes Borden organise des Spectacles aériens. Par exemple :
- En 2016, la Base des Forces canadiennes organise un spectacle aérien pour le centenaire de Aviation royale canadienne[6],[1].
- En 2017, la Base des Forces canadiennes Borden organise un spectacle aérien pour le 150e anniversaire du Canada[7],[8].
- En 2018, la Base des Forces canadiennes Borden organise un spectacle aérien pour la Journée des forces armées canadiennes[9],[10].

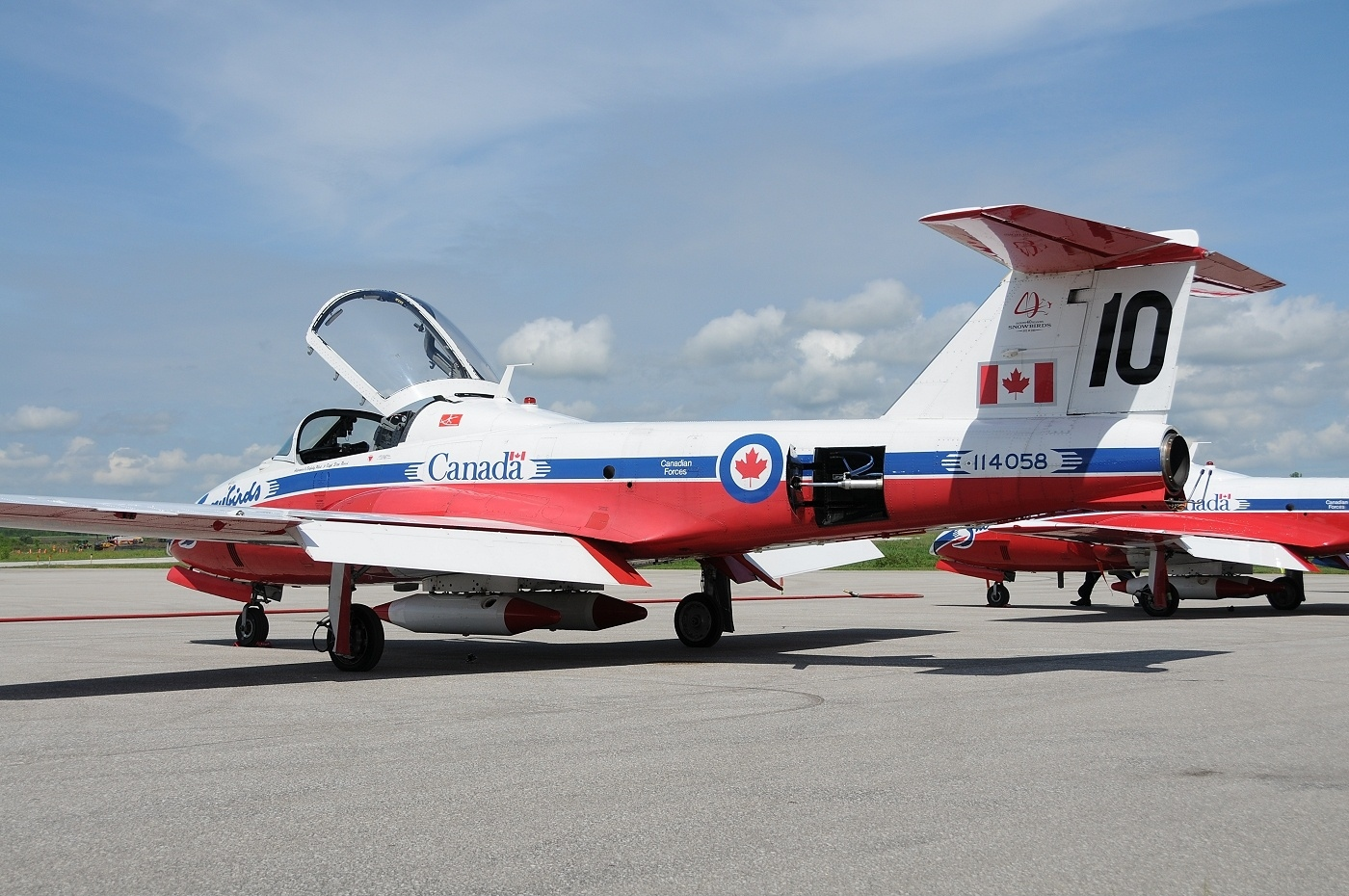
Un
Snowbird 10 arborant l’autocollant du 40e anniversaire de la saison au-dessus du drapeau du Canada. Le 431e Escadron était en ville à l'occasion de la journée et du spectacle aérien des Forces canadiennes à la Base des Forces canadiennes Borden.

## Faits économiques
- Impact local de la Base des Forces canadiennes Borden : 296 062 000 dollars[11].
- Dépenses locales estimées de la Base des Forces canadiennes Borden : 472 387 000 dollars (directs et indirects)[11].
- Emplois directs de la Base des Forces canadiennes Borden : 5 158[11].
- Emplois indirects estimés à la Base des Forces canadiennes Borden : 518[11].

## Patrimoine fédéral

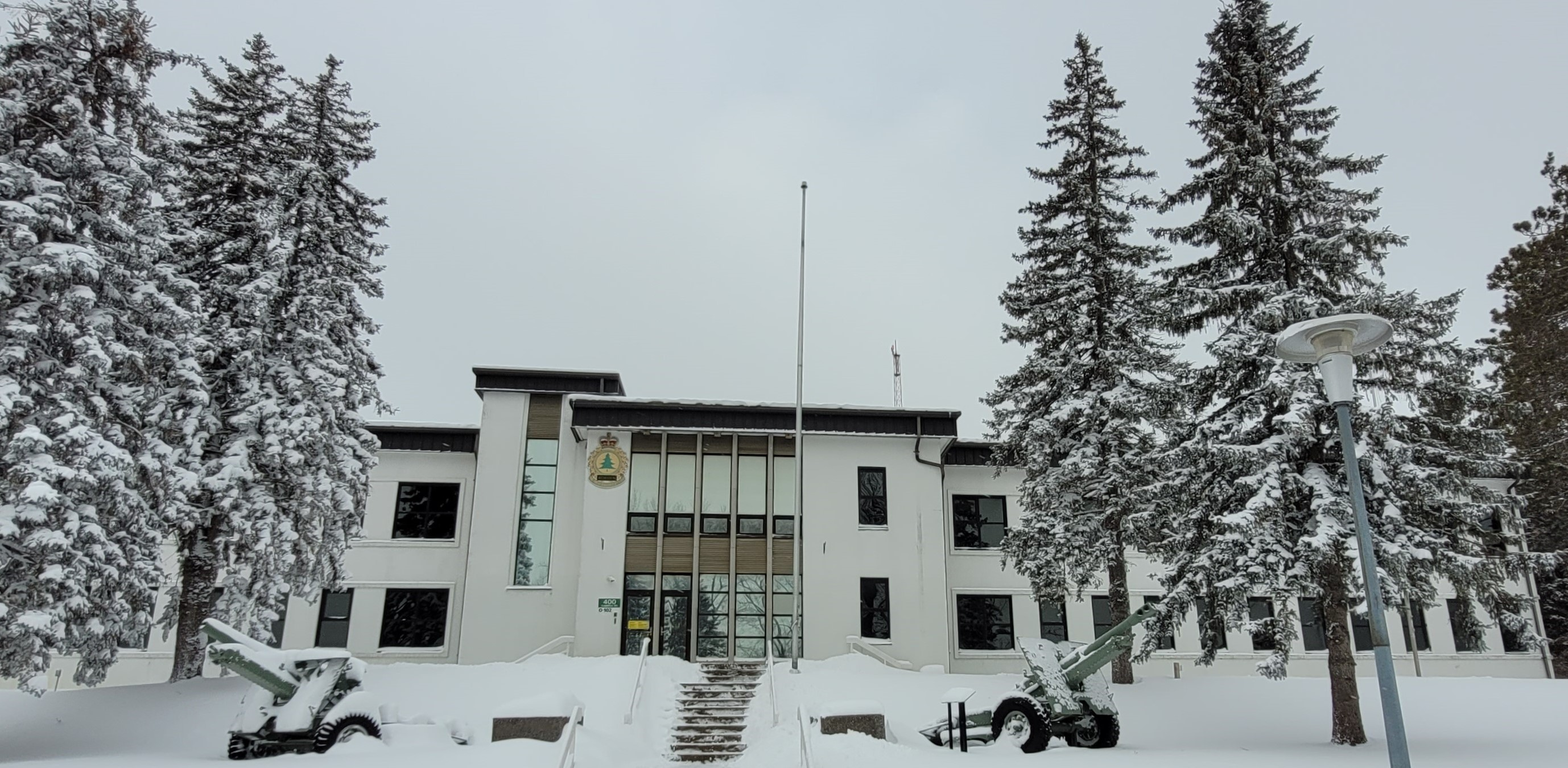
Bâtiment O-102

Le Bâtiment O-102 de la Base des Forces canadiennes Borden est reconnu comme «édifice fédéral du patrimoine» depuis 1995.
Construit en 1948 selon les plans préparés en 1945, le Bâtiment O-102 est associé au vaste programme de construction et de modernisation entrepris par le Ministère de la Défense Nationale à la fin de Deuxième Guerre mondiale.